# كازوكي ياماغوتشي
كازوكي ياماغوتشي (باليابانية: 山口 和樹) (7 أكتوبر 1986 في فوكوكا في اليابان – )؛ هو لاعب كرة قدم ياباني سابق كان يلعب كمدافع.

## وصلات خارجية
- كازوكي ياماغوتشي على موقع رابطة كرة القدم اليابانية للمحترفين (اليابانية)
- كازوكي ياماغوتشي على موقع قاعدة بيانات كرة القدم.إي يو (الإنجليزية)
- كازوكي ياماغوتشي على موقع Soccerway.com (الإنجليزية)
- كازوكي ياماغوتشي على موقع عالم كرة القدم.نت (الإنجليزية)
- كازوكي ياماغوتشي على موقع كووورة